# Svédország az 1984. évi téli olimpiai játékokon
Svédország a jugoszláviai Szarajevóban megrendezett 1984. évi téli olimpiai játékok egyik részt vevő nemzete volt. Az országot az olimpián 8 sportágban 60 sportoló képviselte, akik összesen 8 érmet szereztek.

## Érmesek
| Érem  | Versenyző | Sportág        | Versenyszám           |
| ----- | --- | -------------- | --------------------- |
| Arany | Tomas Gustafson | Gyorskorcsolya | Férfi 5000 m          |
| Arany | Gunde Svan | Sífutás        | Férfi 15 km           |
| Arany | Thomas Wassberg | Sífutás        | Férfi 50 km           |
| Arany | Thomas Wassberg Gunde Svan Jan Ottosson Benny Kohlberg | Sífutás        | Férfi 4 × 10 km váltó |
| Ezüst | Tomas Gustafson | Gyorskorcsolya | Férfi 10 000 m        |
| Ezüst | Gunde Svan | Sífutás        | Férfi 50 km           |
| Bronz | Nemzeti válogatott Thomas Åhlén Per-Erik Eklund Thomas Eklund Bo Ericsson Håkan Eriksson Peter Gradin Mats Hessel Peter Michael Hjälm Göran Lindblom Tommy Mörth Leif Håkan Nordin Rolf Riddervall Jens Öhling Thomas Rundqvist Thomas Sandström Karl Håkan Södergren Mats Thelin Arne Michael Thelvén Mats Waltin Göte Wälitalo | Jégkorong      | Férfi                 |
| Bronz | Gunde Svan | Sífutás        | Férfi 30 km           |

## Alpesisí
Férfi
| Versenyző             | Versenyszám      | 1. futam      | 1. futam      | 2. futam | 2. futam | Összesítés | Összesítés |
| Versenyző             | Versenyszám      | Idő           | Hely.         | Idő      | Hely.    | Idő        | Helyezés   |
| --------------------- | ---------------- | ------------- | ------------- | -------- | -------- | ---------- | ---------- |
| Bengt Fjällberg       | Műlesiklás       | 53,31         | 14.           | kizárták | kizárták | kiesett    | kiesett    |
| Lars-Göran Halvarsson | Műlesiklás       | 52,97         | 9.            | 48,73    | 6.*      | 1:41,70    | 8.         |
| Niklas Henning        | Óriás-műlesiklás | 1:23,61       | 19.           | 1:22,51  | 17.      | 2:46,12    | 18.        |
| Gunnar Neuriesser     | Óriás-műlesiklás | 1:23,99       | 21.           | 1:24,46  | 23.      | 2:48,45    | 22.        |
| Jonas Nilsson         | Műlesiklás       | 51,52         | 2.            | 48,73    | 6.*      | 1:40,25    | 4.         |
| Stig Strand           | Műlesiklás       | 52,95         | 8.            | 49,00    | 10.      | 1:41,95    | 9.         |
| Jörgen Sundqvist      | Óriás-műlesiklás | nem ért célba | nem ért célba | kiesett  | kiesett  | kiesett    | kiesett    |
| Johan Wallner         | Óriás-műlesiklás | nem ért célba | nem ért célba | kiesett  | kiesett  | kiesett    | kiesett    |

* - egy másik versenyzővel azonos eredményt ért el

## Biatlon
| Versenyző                                                 | Versenyszám      | Lövőhiba | Időeredmény | Helyezés |
| --------------------------------------------------------- | ---------------- | -------- | ----------- | -------- |
| Ronnie Adolfsson                                          | 10 km sprint     | 4        | 33:27,0     | 25.      |
| Ronnie Adolfsson                                          | 20 km egyéni     | 8        | 1:20:12,2   | 20.      |
| Leif Andersson                                            | 10 km sprint     | 3        | 33:21,9     | 24.      |
| Leif Andersson                                            | 20 km egyéni     | 3        | 1:16:19,3   | 8.       |
| Sven Fahlén                                               | 10 km sprint     | 2        | 33:12,9     | 21.      |
| Sven Fahlén                                               | 20 km egyéni     | 6        | 1:18:10,8   | 11.      |
| Sven Fahlén Tommy Höglund Roger Westling Ronnie Adolfsson | 4 × 7,5 km váltó | 2        | 1:44:28,2   | 10.      |

## Bob
| Versenyző                                                       | Versenyszám | 1. futam | 1. futam | 2. futam | 2. futam | 3. futam | 3. futam | 4. futam | 4. futam | Összesítés | Összesítés |
| Versenyző                                                       | Versenyszám | Idő      | Hely.    | Idő      | Hely.    | Idő      | Hely.    | Idő      | Hely.    | Idő        | Helyezés   |
| --------------------------------------------------------------- | ----------- | -------- | -------- | -------- | -------- | -------- | -------- | -------- | -------- | ---------- | ---------- |
| Carl-Erik Eriksson Nils Stefansson                              | Kettes      | 53,13    | 17.      | 53,56    | 20.      | 53,04    | 20.      | 52,88    | 18.      | 3:32,61    | 19.        |
| Carl-Erik Eriksson Tommy Johansson Ulf Åkerblom Nils Stefansson | Négyes      | 51,57    | 22.      | 51,82    | 19.      | 51,94    | 21.      | 51,74    | 19.      | 3:27,07    | 21.        |

## Gyorskorcsolya
Férfi
| Versenyző        | Versenyszám | Eredmény | Helyezés |
| ---------------- | ----------- | -------- | -------- |
| Claes Bengtsson  | 1500 m      | 2:02,04  | 18.      |
| Claes Bengtsson  | 5000 m      | 7:26,57  | 16.      |
| Claes Bengtsson  | 10 000 m    | 15:14,33 | 16.      |
| Jan-Åke Carlberg | 500 m       | 40,64    | 34.      |
| Jan-Åke Carlberg | 1000 m      | 1:19,92  | 29.      |
| Tomas Gustafson  | 500 m       | 41,18    | 36.      |
| Tomas Gustafson  | 5000 m      | 7:12,28  |          |
| Tomas Gustafson  | 10 000 m    | 14:39,95 |          |
| Jan Junell       | 1500 m      | 2:02,55  | 24.      |
| Jan Junell       | 5000 m      | 7:29,98  | 18.      |
| Jan Junell       | 10 000 m    | 15:12,90 | 15.      |
| Hans Magnusson   | 500 m       | 1:03,08~ | 42.      |
| Hans Magnusson   | 1000 m      | 1:18,95  | 21.      |
| Hans Magnusson   | 1500 m      | 2:01,26  | 16.      |

Női
| Versenyző               | Versenyszám | Eredmény | Helyezés |
| ----------------------- | ----------- | -------- | -------- |
| Annette Carlén-Karlsson | 500 m       | 43,65    | 18.      |
| Annette Carlén-Karlsson | 1000 m      | 1:26,15  | 9.       |
| Annette Carlén-Karlsson | 1500 m      | 2:10,80  | 12.      |
| Annette Carlén-Karlsson | 3000 m      | 4:40,36  | 11.      |

~ - a futam során elesett

## Jégkorong
| Svéd férfi jégkorongcsapat-játékoskeret                                                                      | Svéd férfi jégkorongcsapat-játékoskeret                                                                                     | Svéd férfi jégkorongcsapat-játékoskeret                                                                      |
| --- | --- | --- |
| - Thomas Åhlén - Per-Erik Eklund - Thomas Eklund - Bo Ericsson - Håkan Eriksson - Peter Gradin - Mats Hessel | - Peter Michael Hjälm - Göran Lindblom - Tommy Mörth - Leif Håkan Nordin - Rolf Riddervall - Jens Öhling - Thomas Rundqvist | - Thomas Sandström - Karl Håkan Södergren - Mats Thelin - Arne Michael Thelvén - Mats Waltin - Göte Wälitalo |

### Eredmények
A csoport
| Csapat        | M | Gy | D | V | G+ | G– | Gk  | P  |
| ------------- | - | -- | - | - | -- | -- | --- | -- |
| Szovjetunió   | 5 | 5  | 0 | 0 | 42 | 5  | +37 | 10 |
| Svédország    | 5 | 3  | 1 | 1 | 34 | 15 | +19 | 7  |
| NSZK          | 5 | 3  | 1 | 1 | 27 | 17 | +10 | 7  |
| Lengyelország | 5 | 1  | 0 | 4 | 16 | 37 | –21 | 2  |
| Olaszország   | 5 | 1  | 0 | 4 | 15 | 31 | –16 | 2  |
| Jugoszlávia   | 5 | 1  | 0 | 4 | 8  | 37 | –29 | 2  |

| 1984. február 7. | Svédország (SWE) | 11 – 3 (2–1, 3–2, 6–0) | Olaszország | Szarajevó |

|  |  |  |  |  |
|  |  |  |  |  |
|  |  |  |  |  |
|  |  |  |  |  |

| 1984. február 9. | Jugoszlávia (YUG) | 0 – 11 (0–4, 0–1, 0–6) | Svédország | Szarajevó |

|  |  |  |  |  |
|  |  |  |  |  |
|  |  |  |  |  |
|  |  |  |  |  |

| 1984. február 11. | Svédország (SWE) | 1 – 1 (1–0, 0–0, 0–1) | NSZK | Szarajevó |

|  |  |  |  |  |
|  |  |  |  |  |
|  |  |  |  |  |
|  |  |  |  |  |

| 1984. február 13. | Svédország (SWE) | 10 – 1 (2–1, 7–0, 1–0) | Lengyelország | Szarajevó |

|  |  |  |  |  |
|  |  |  |  |  |
|  |  |  |  |  |
|  |  |  |  |  |

| 1984. február 15. | Szovjetunió (URS) | 10 – 1 (5–0, 4–0, 1–1) | Svédország | Szarajevó |

|  |  |  |  |  |
|  |  |  |  |  |
|  |  |  |  |  |
|  |  |  |  |  |

Négyes döntő
| 1984. február 17. | Csehszlovákia (TCH) | 2 – 0 (0–0, 0–0, 2–0) | Svédország | Szarajevó |

|  |  |  |  |  |
|  |  |  |  |  |
|  |  |  |  |  |
|  |  |  |  |  |

| 1984. február 19. | Svédország (SWE) | 2 – 0 (0–0, 1–0, 1–0) | Kanada | Szarajevó |

|  |  |  |  |  |
|  |  |  |  |  |
|  |  |  |  |  |
|  |  |  |  |  |

Végeredmény
A táblázat tartalmazza
- az A csoportban lejátszott Szovjetunió – Svédország 10–1-es,
- a B csoportban lejátszott Csehszlovákia – Kanada 4–0-s eredményt is.

| Csapat        | M | Gy | D | V | G+ | G– | Gk  | P |
| ------------- | - | -- | - | - | -- | -- | --- | - |
| Szovjetunió   | 3 | 3  | 0 | 0 | 16 | 1  | +15 | 6 |
| Csehszlovákia | 3 | 2  | 0 | 1 | 6  | 2  | +4  | 4 |
| Svédország    | 3 | 1  | 0 | 2 | 3  | 12 | –9  | 2 |
| Kanada        | 3 | 0  | 0 | 3 | 0  | 10 | –10 | 0 |

| Csapat     | Helyezés |
| ---------- | -------- |
| Svédország |          |

## Műkorcsolya
| Versenyző          | Versenyszám  | Kötelező elemek   | Kötelező elemek | Kötelező elemek | Rövid program     | Rövid program | Rövid program | Kűr               | Kűr   | Kűr         | Összesítés         | Összesítés |
| Versenyző          | Versenyszám  | Több. hely. száma | Hely.           | Hely. pont.     | Több. hely. száma | Hely.         | Hely. pont.   | Több. hely. száma | Hely. | Hely. pont. | Helyezési pontszám | Helyezés   |
| ------------------ | ------------ | ----------------- | --------------- | --------------- | ----------------- | ------------- | ------------- | ----------------- | ----- | ----------- | ------------------ | ---------- |
| Lars Åkesson       | Férfi egyéni | 7×12+             | 13.             | 7,8             | 5×15+             | 15.           | 6,0           | 8×18+             | 18.   | 18,0        | 31,8               | 17.        |
| Catharina Lindgren | Női egyéni   | 5×16+             | 17.             | 10,2            | 8×22+             | 22.           | 8,8           | 6×20+             | 20.   | 20,0        | 39,0               | 20.        |

## Sífutás
Férfi
| Versenyző                                              | Versenyszám     | Eredmény  | Helyezés |
| ------------------------------------------------------ | --------------- | --------- | -------- |
| Sven-Erik Danielsson                                   | 15 km           | 42:55,9   | 15.      |
| Benny Kohlberg                                         | 15 km           | 43:21,5   | 19.      |
| Anders Larsson                                         | 50 km           | 2:31:43,6 | 39.      |
| Torgny Mogren                                          | 15 km           | 43:39,4   | 22.      |
| Torgny Mogren                                          | 30 km           | 1:33:52,0 | 23.      |
| Jan Ottosson                                           | 30 km           | 1:33:01,3 | 16.      |
| Jan Ottosson                                           | 50 km           | 2:22:24,0 | 14.      |
| Gunde Svan                                             | 15 km           | 41:25,6   |          |
| Gunde Svan                                             | 30 km           | 1:29:35,7 |          |
| Gunde Svan                                             | 50 km           | 2:16:00,7 |          |
| Thomas Wassberg                                        | 30 km           | 1:32:25,3 | 14.      |
| Thomas Wassberg                                        | 50 km           | 2:15:55,8 |          |
| Thomas Wassberg Benny Kohlberg Jan Ottosson Gunde Svan | 4 × 10 km váltó | 1:55:06,3 |          |

Női
| Versenyző                                                           | Versenyszám    | Eredmény  | Helyezés |
| ------------------------------------------------------------------- | -------------- | --------- | -------- |
| Kristina Hugosson                                                   | 20 km          | 1:07:40,5 | 31.      |
| Marie Johansson-Risby                                               | 5 km           | 17:26,3   | 4.       |
| Marie Johansson-Risby                                               | 10 km          | 32:34,6   | 6.       |
| Marie Johansson-Risby                                               | 20 km          | 1:03:31,8 | 5.       |
| Eva-Lena Karlsson                                                   | 5 km           | 19:21,6   | 37.      |
| Stina Karlsson                                                      | 10 km          | 34:52,4   | 31.      |
| Stina Karlsson                                                      | 20 km          | 1:07:43,4 | 32.      |
| Karin Lamberg                                                       | 5 km           | 18:02,5   | 16.      |
| Karin Lamberg                                                       | 10 km          | 34:01,3   | 18.      |
| Ann Rosendahl                                                       | 5 km           | 18:22,8   | 23.      |
| Ann Rosendahl                                                       | 10 km          | 34:28,0   | 21.      |
| Ann Rosendahl                                                       | 20 km          | 1:06:47,8 | 23.      |
| Karin Lamberg Kristina Hugosson Marie Johansson-Risby Ann Rosendahl | 4 × 5 km váltó | 1:09:30,0 | 5.       |

## Szánkó
| Versenyző       | Versenyszám | 1. futam | 1. futam | 2. futam | 2. futam | 3. futam | 3. futam | 4. futam | 4. futam | Összesítés | Összesítés |
| Versenyző       | Versenyszám | Idő      | Hely.    | Idő      | Hely.    | Idő      | Hely.    | Idő      | Hely.    | Idő        | Helyezés   |
| --------------- | ----------- | -------- | -------- | -------- | -------- | -------- | -------- | -------- | -------- | ---------- | ---------- |
| Fredrik Wickman | Férfi egyes | 47,693   | 21.      | 47,850   | 23.      | 47,808   | 24.      | 47,579   | 21.      | 3:10,930   | 19.        |
| Lotta Dahlberg  | Női egyes   | 42,986   | 12.      | 43,327   | 18.      | 42,859   | 15.      | 43,181   | 19.      | 2:52,353   | 16.        |